# (513005) 2017 UN45
(513005) 2017 UN45 es un asteroide perteneciente al cinturón de asteroides, descubierto el 14 de octubre de 2009 por el equipo del Mount Lemmon Survey desde el Observatorio del Monte Lemmon, Arizona, Estados Unidos.

## Designación y nombre
Designado provisionalmente como 2017 UN45.

## Características orbitales
2017 UN45 está situado a una distancia media del Sol de 2,558 ua, pudiendo alejarse hasta 3,318 ua y acercarse hasta 1,797 ua. Su excentricidad es 0,297 y la inclinación orbital 5,862 grados. Emplea 1494,56 días en completar una órbita alrededor del Sol.

## Características físicas
La magnitud absoluta de 2017 UN45 es 17,124. 